# Apollo Pad Abort Test 1

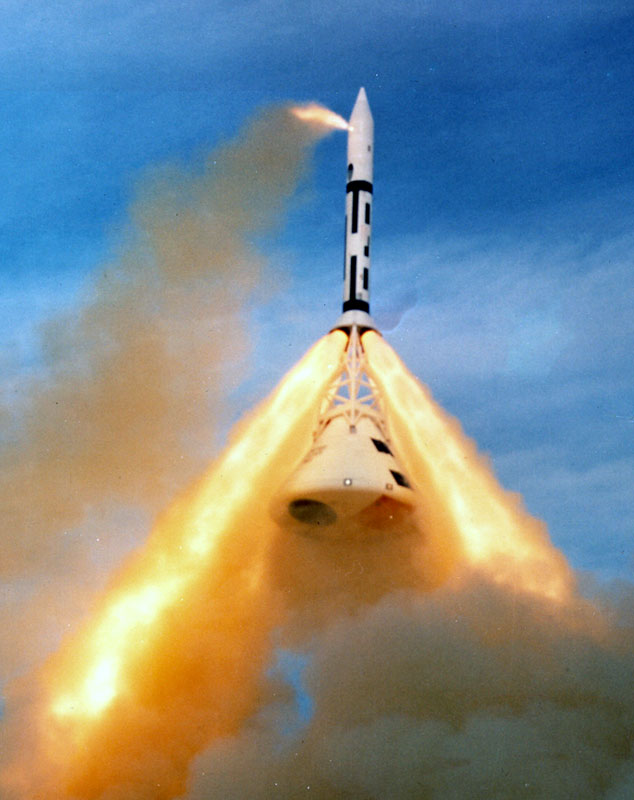
Pad Abort Test 1

Apollo Pad Abort Test 1 – pierwszy test awaryjnego przerwania startu na wyrzutni przeprowadzony w ramach programu Apollo.

## Parametry
1. Masa całkowita: 9800 kg
2. Masa ładunku: 5800 kg
3. Maksymalna wysokość 1,6 km

## Cele testu
Test działania rakietowego systemu ratunkowego (LES) na wyrzutni, przed startem rakiety.

## Przebieg testu
7 listopada 1963 roku na poligonie White Sands Missile Range w Nowym Meksyku odbył się pierwszy z dwóch testów awaryjnego przerwania startu na wyrzutni. W tym teście wykorzystano makietę modułu dowodzenia statku Apollo, dość dokładnie odwzorowującą oryginał, który w tym czasie zyskiwał ostateczny kształt w zakładach North American Aviation w południowej Kalifornii. Makieta otrzymała nazwę Boilerplate 6 (BP-6) i została wystrzelona bez pomocy silników rakiety Little Joe II. W tym przypadku siłą napędową makiety był rakietowy system ratunkowy (LES), czyli wieżyczka o długości dziewięciu metrów umieszczona na szczycie modułu dowodzenia statku Apollo. LES służył do ewakuowania załogi podczas ewentualnej awarii w trakcie startu rakiety. Za napęd służyły zamontowane na wieżyczce silniki na paliwo stałe. Test PA-1 zakończył się sukcesem. LES wyniósł BP-6 na wysokość 1,6 kilometra.